# Trompe le Monde
| Оценки критиков      | Оценки критиков |
| Источник             | Оценка          |
| -------------------- | --------------- |
| AllMusic             | [ 2 ]           |
| Blender              | [ 3 ]           |
| Chicago Tribune      | [ 4 ]           |
| Entertainment Weekly | A−              |
| Los Angeles Times    | [ 6 ]           |
| NME                  | 7/10            |
| Pitchfork Media      | 9.4/10          |
| Q                    | [ 9 ]           |
| Rolling Stone        | [ 10 ]          |
| The Village Voice    | A−              |

Trompe le Monde — четвёртый полноформатный альбом американской альтернативной группы Pixies, выпущенный в октябре 1991 года британским инди-лейблом 4AD.
Последний альбом группы, выпущенный до её распада в 1993 году. Также это последний альбом группы с участием Ким Дил.

## Об альбоме
Название альбома в дословном переводе с французского значит «обмануть мир», однако, по всей вероятности, в нём обыгрываются известные «крылатые выражения»: «trompe-la-mort» (рус. обмануть смерть) и «trompe-l’oeil» (рус. обмануть глаз, точнее обман зрения).
Альбом стал возвращением Pixies к более жёсткому звуку ранних работ после сёрф-рокового диска «Bossanova». В звучании диска присутствуют элементы гранжа.

## Список композиций
| №   | Название                          | Длительность |
| --- | --------------------------------- | ------------ |
| 1.  | «Trompe le Monde»                 | 1:48         |
| 2.  | «Planet of Sound»                 | 2:06         |
| 3.  | «Alec Eiffel»                     | 2:50         |
| 4.  | «The Sad Punk»                    | 3:00         |
| 5.  | «Head On»                         | 2:13         |
| 6.  | «U-Mass»                          | 3:01         |
| 7.  | «Palace of the Brine»             | 1:34         |
| 8.  | «Letter to Memphis»               | 2:39         |
| 9.  | «Bird Dream of the Olympus Mons»  | 2:48         |
| 10. | «Space (I Believe In)»            | 4:18         |
| 11. | «Subbacultcha»                    | 2:09         |
| 12. | «Distance Equals Rate Times Time» | 1:24         |
| 13. | «Lovely Day»                      | 2:05         |
| 14. | «Motorway to Roswell»             | 4:43         |
| 15. | «The Navajo Know»                 | 2:20         |

## Участники записи
Pixies
- Блэк Фрэнсис – вокал, гитара
- Ким Дил – бас-гитара, вокал
- Дэвид Ловеринг – ударные
- Джои Сантьяго – гитара

## Чарты
| Чарт                             | Позиция |
| -------------------------------- | ------- |
| США (Billboard 200)              | 92      |
| Великобритания (UK Albums Chart) | 7       |